# Sebastian Donat
Sebastian Donat (* 1964) ist ein deutscher Literaturwissenschaftler.

## Leben
Von 1990 bis 1995 studierte er Komparatistik, Slavistik und neuere deutsche Literaturgeschichte an der Ludwig-Maximilians-Universität München und an der Staatlichen Universität Wolgograd (1995 Magister/1998 Promotion). Von 1997 bis 2009 war er (mit Unterbrechungen) wissenschaftlicher Mitarbeiter, wissenschaftlicher Assistent und Akademischer (Ober-)Rat am Münchener Komparatistik-Institut. Nach der Habilitation 2006 (Allgemeine und Vergleichende Literaturwissenschaft und Neuere deutsche Literatur) vertrat er 2007 den Münchener Lehrstuhls für Allgemeine und Vergleichende Literaturwissenschaft (Komparatistik). Von 2007 bis 2008 war er geschäftsführender Vorstand des Münchener Komparatistik-Instituts. Seit 2009 ist er Universitätsprofessor für Vergleichende Literaturwissenschaft an der Universität Innsbruck.
Seine Forschungsinteressen sind Theorie und Geschichte der literarischen Übersetzung, Goethe, Metrik, literarische Wechselbeziehungen Deutschland-Russland, literarische Absurde, Literaturverfilmung und Interferenz als literaturwissenschaftliches Konzept.

## Auszeichnungen (Auswahl)
- 2022 wurde er zu den Friedrich Hirth-Lectures eingeladen.[1]

## Schriften (Auswahl)
- Goethe – ein letztes Universalgenie? Begleitband zur gleichnamigen Ausstellung des Goethe-Instituts. Göttingen 1999, ISBN 3-89244-361-0.
- „Es klang aber fast wie deine Lieder ...“. Die russischen Nachdichtungen aus Goethes „West-östlichem Divan“. Göttingen 2002, ISBN 3-89244-473-0.
- Deskriptive Metrik. Innsbruck 2010, ISBN 978-3-7065-4938-7.
- mit Roger Lüdeke, Stephan Packard und Virginia Richter (Herausgeber): Poetische Gerechtigkeit.  Düsseldorf 2012, ISBN 3-940671-41-X.